# Uppsalafilosofin
Uppsalafilosofin är en filosofisk inriktning som grundlades av Axel Hägerström och som främst kännetecknas av emotivism och värdenihilism. 
Företrädare för filosofin var även Adolf Phalén och Ingemar Hedenius. Hedenius övergav sedermera Uppsalafilosofin. 
Filosofin fick även rättsvetenskaplig relevans genom att den inkorporerandes i den rättsfilosofiska Uppsalaskolan av några av Hägerströms studenter, främst Vilhelm Lundstedt. Den i sin tur kommit att ha betydelse för den socialdemokratiska rättsfilosofin.

## Kritik
Uppsalafilosofins skarpaste kritiker i Sverige var de i Lund verksamma Hans Larsson, Gunnar Aspelin och Alf Ahlberg, se Lundafilosofin. 1943 publicerade Arnold Ljungdal boken Nihilismens filosofi som en uppgörelse mot Uppsalafilosofin.
Deras utgångspunkter var att Uppsalafilosofin bidrog till att skärpa motsättningarna mellan teori och praktik, genom att inte utgå från de förutsättningar de verkade under. En annan kritik som riktas mot Uppsalafilosofin är dess principlöshet och opportunism: Genom att alla idéer kan sägas vara lika goda/dåliga blir filosofin användbar för att kunna berättiga alla möjliga idéer.